# Grand Prix de l'Écho d'Alger
Le Grand Prix de l'Écho d'Alger est une ancienne course cycliste française disputée en Algérie, alors territoire français, et organisée par le quotidien L'Écho d'Alger.
De 1929 à 1936, le Grand Prix a été disputé sous forme d'une course à étapes.

## Palmarès
Critérium de l'Écho d'Alger
| Année     | Vainqueur          | Deuxième            | Troisième            |
| --------- | ------------------ | ------------------- | -------------------- |
| 1924      | Ahmed Remadni      | Albert Seguy        | Emile Torrès         |
| 1925      | Emile Torrès       | Antoine Guercy      | Albert Seguy         |
| 1926      | Saïd Bessadi       | Abdelkader Kybilène | Emile Torrès         |
| 1927      | José Pelletier     | Emile Torrès        | Antoine Thomas       |
| 1928      | Félix Baud         | Albert Relieu       | Abdelkader Kybilène  |
| 1929      | Léon Fichot        | Paul Filliat        | Jean Cascan          |
| 1930      | Ernest Neuhard     | Julien Moineau      | Antonin Magne        |
| 1931      | Albert Büchi       | Ben Amar Djillali   | Georges Vey          |
| 1932      | Pierre Magne       | Antonin Magne       | Marcel Colleu        |
| 1933      | Roger Lapébie      | André Godinat       | Georges Vey          |
| 1934      | Luciano Montero    | Lucien Weiss        | Marcel Blanchon      |
| 1935      | Maurice Archambaud | André Vanderdonckt  | André Deforge        |
| 1936      | Georges Speicher   | Raymond Louviot     | Demetrio Vicente     |
| 1937      | Demetrio Vicente   | Lucien Lauk         | Amédée Fournier      |
| 1938      | Jules Rossi        | Raoul Lesueur       | Julián Berrendero    |
| 1939      | Fabien Galateau    | Paul Maye           | Raymond Louviot      |
| 1939-1946 | Pas de course      | Pas de course       | Pas de course        |
| 1947      | Maurice De Muer    | Robert Chapatte     | A. ou J. Orosco      |
| 1948      | Roger Queugnet     | Édouard Fachleitner | Victor Pernac        |
| 1949      | José Beyaert       | Roger Lambrecht     | Camille Danguillaume |
| 1950      | Louison Bobet      | André Mahé          | Ange Le Strat        |
| 1951      | André Mahé         | André Darrigade     | Maurice Diot         |
| 1952      | Bernard Gauthier   | Maurice Diot        | Attilio Redolfi      |
| 1953      | Pierre Michel      | Jacques Dupont      | Antonin Rolland      |
| 1954      | Raoul Rémy         | Bernard Gauthier    | Louison Bobet        |
| 1955      | André Darrigade    | Jean Forestier      | Antonin Rolland      |
| 1956      | Seamus Elliott     | André Darrigade     | Bernard Gauthier     |